# Anton Sitt (Jr.)
Anton Sitt, també Antonín Sitt el Jove (Praga (Àustria-Hongria), 16 de desembre, 1847 – Kauniainen (Finlàndia), 19 d'abril, 1929), va ser un violinista txec-finès.
Fill del violinista Antonín Sitt, germà del director d'orquestra Hans Sitt i de la cantant Marie Petzoldová-Sittová.
Es va graduar al Conservatori de Praga (1864), alumne de Moritz Mildner i Antonín Bennewitz. Va treballar als teatres d'òpera de Praga, Sondershausen, Meiningen, Dresden i, a partir de 1874, Göteborg. El 1882 es va establir a Hèlsinki i va ensenyar a l'Institut de Música fundat per Martin Wegelius, entre els seus estudiants, i havia en particular, Erik Cronvall. El 1885, per invitació de Robert Kajanus, va ocupar el càrrec de concertista i segon director de la Helsinki Orchestral Society, actuant amb l'orquestra fins a 1923; Jean Sibelius recorda la seva revisió escèptica sobre l'estil de direcció de Gustav Mahler, que estava de gira a Finlàndia. També va dirigir un quartet de corda.